# BlackBerry OS
BlackBerry OS là hệ điều hành di động độc quyền do BlackBerry Ltd phát triển cho dòng sản phẩm cầm tay BlackBerry. BlackBerry OS cung cấp khả năng đa nhiệm, và được thiết kế cho các thiết bị sử dụng phương pháp nhập đặc biệt, thường là trackball hoặc màn hình cảm ứng. Hệ điều hành được hỗ trợ MIDP 1.0 và WAP 1.2. Các phiên bản trước đó cho phép đồng bộ hóa không dây thư điện tử và lịch với Microsoft Exchange Server, và với cả Lotus Domino. Phiên bản OS 4 hiện tại hỗ trợ MIDP 2.0, có khả năng kích hoạt không dây hoàn toàn và đồng bộ thư điện tử, lịch, công việc, ghi chú và danh bạ với Exchange, và khả năng hỗ trợ Novell GroupWise, Lotus Notes khi kết hợp với BlackBerry Enterprise Server.
Các bản cập nhật cho BlackBerry OS có thể có nếu nhà mạng cung cấp thông qua dịch vụ BlackBerry OTASL.
Các bên thứ ba có thể phát triển ứng dụng dùng các API tư hữu của BlackBerry, nhưng bất kỳ ứng dụng nào sử dụng các chức năng giới hạn đều cần phải chứng thực trước khi cài đặt. Việc chứng thực này xác nhận tác giả của chương trình, nhưng không bảo đảm tính an toàn và bảo mật của ứng dụng.

## Lịch sử phiên bản
|  | Lỗi thời |  | Đã ngừng |  | Hiện tại |  | Beta |  | Phát hành trong tương lai |

| 1.0       | tháng 1 năm 1999   | Phiên bản đầu tiên của BlackBerry OS được phát hành cho Pager BlackBerry 850. |
| 3.6       | tháng 3 năm 2002   | Phát hành cho smartphone BlackBerry 5810. |
| 5.0       | 4 tháng 8 năm 2009 | Được ra mắt cho BlackBerry Bold 9000 8520 và sau đó không lâu được phát hành cho các điện thoại thông minh BlackBerry khác. |
| 6.0       | Q3 2010            | Vào tháng 4 năm 2010, RIM công bố phiên bản BlackBerry OS 6.0, sau đó được phát hành vào quý ba 2010. Phiên bản này bao gồm trình duyệt mới dựa trên WebKit. |
| 7.0       | Mùa hè 2011        | Phiên bản này được chính thức phát hành vào tháng 8 năm 2011, xuất hiện trên BlackBerry Bold (9900/9930), BlackBerry Torch (9810/9850/9860), và BlackBerry Curve (9350/9360/9370/9380). Các điện thoại thông minh đang chạy phiên bản trước của BlackBerry OS không được cập nhật lên phiên bản 7.0. |
| 7.1       | 2012               | Phiên bản này đã được thay thế bằng hệ điều hành BlackBerry 10, nhưng vẫn được bán bởi BlackBerry trên các điện thoại thông minh của hãng. Đây là bản cập nhật cho phiên bản 7.0 và đã có thêm vài tính năng mới so với bản 7.0, including - Cho phép tạo điểm truy cập WiFi - Gọi điện qua WiFi (nếu được nhà mạng hỗ trợ) - Cho phép nghe đài FM (chỉ dành cho Curve) - Blackberry Tag (chia sẻ ảnh bằng NFC) |
| Phiên bản | Ngày phát hành     | Tính năng / Thông tin |

### BlackBerry 9720
BlackBerry 9720 chạy phiên bản BlackBerry OS 7.1 với các cập nhật về giao diện người dùng, như màn hình khóa mới cho phép trượt để mở khóa hoặc truy cập vào máy ảnh và các ứng dụng Bộ chuyển đổi Ứng dụng, Nhạc, Ảnh, Video và Điện thoại được làm mới.

## Phát hành
Mặc dù BlackBerry Ltd. phát triển và phát hành các phiên bản cập nhật của hệ điều hành tới hỗ trợ mỗi thiết bị, các nhà mạng mới là bên quyết định xem liệu có phát hành một phiên bản nào đó tới người dùng của mình không.
|  | Đã ngừng |  | Vẫn bán |  | Sắp tới |

| Phiên bản | Các thiết bị được hỗ trợ: dòng BlackBerry 8000                                              |
| --------- | ------------------------------------------------------------------------------------------- |
| 4.5       | Các thiết bị BlackBerry trong dòng 8100 và 8800, cộng thêm BlackBerry Curve 8300/8310/8320. |
| 4.6       | BlackBerry Pearl Flip.                                                                      |
| 5.0       | BlackBerry Curve 8330/8350i/8520/8530/8900.                                                 |

| Phiên bản | Các thiết bị được hỗ trợ: dòng BlackBerry 9000                                                                                                 |
| --------- | --- |
| 5.0       | BlackBerry Bold 9000, BlackBerry Storm, BlackBerry Storm 2 và BlackBerry Tour.                                                                 |
| 6.0       | BlackBerry Bold 9650/9700/9780, BlackBerry Curve 9300/9330, BlackBerry Pearl 9100/9105, BlackBerry Style 9670, và BlackBerry Torch 9800.       |
| 7.0       | BlackBerry Bold 9790/9900/9930, BlackBerry Curve 9310/9315/9350/9360/9370/9380/9220/9320, BlackBerry Torch 9810/9850/9860, và BlackBerry 9720. |
| 7.1       | BlackBerry Bold 9790/9900/9930, BlackBerry Curve 9310/9315/9350/9360/9370/9380/9220/9320, BlackBerry Torch 9810/9850/9860, và BlackBerry 9720. |

Với dòng BlackBerry 10, xem Các thiết bị BlackBerry 10.

## Các phông chữ của BlackBerry
Sau đây là danh sách các phông chữ được đi kèm trong một số phiên bản của BlackBerry (lưu ý: một số không được đi kèm các phiên bản trước):
| - Andale Mono - Arial - BBAlpha Sans - BBAlpha Sans Condensed - BBAlpha Serif - BBCAPITALS - BBCCasual - BBClarity | - BBCondensed - BBGlobal Sans - BBGlobal Serif - BBMilbank - BBMilbank Tall - BBSansSerif - BBSansSerifSquare - BBSerifFixed | - Comic Sans MS - Courier New - Georgia - Impact - Tahoma - Times New Roman - Trebuchet MS - Verdana |

BBAlphaSans và BBAlphaSerif được dựa trên phần mềm tự do DejaVu fonts.

## BlackBerry Tablet OS
Ngày 27 tháng 9 năm 2010, BlackBerry Ltd. công bố một nền tảng dựa trên QNX khác, BlackBerry Tablet OS, chạy trên máy tính bảng có hệ điều hành iOS mới ra mắt lúc đó BlackBerry PlayBook.